# Petter Andersson på Myra

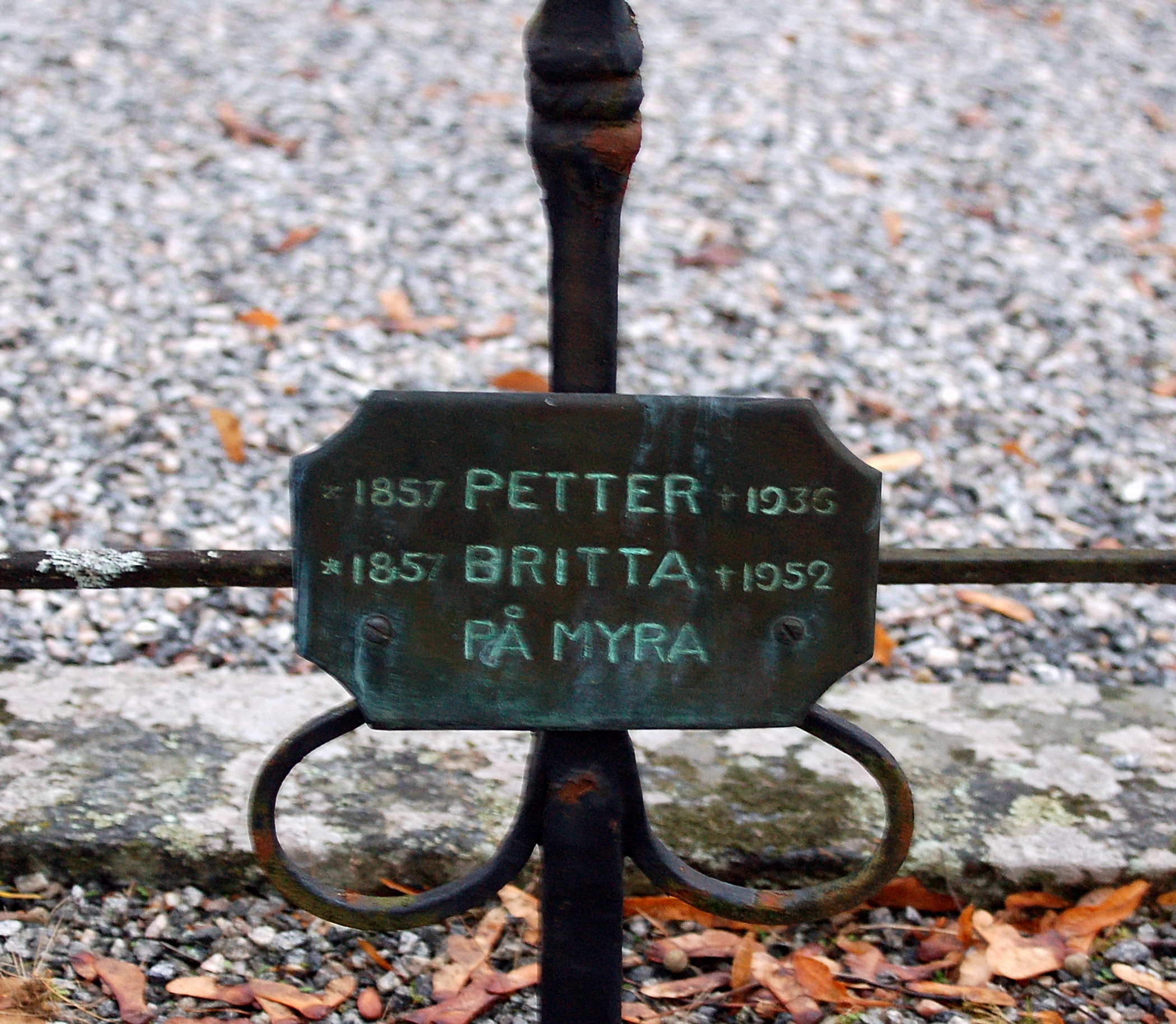
Konstsmeden Petter på Myras gravvård på Arvika kyrkogård.

Petter Andersson, känd som Petter Andersson på Myra, född 17 februari 1857 i Arvika landsförsamling, Arvika socken, död där 12 december 1936, var en svensk konstsmed.

## Familj
Petter Andersson var far till konstsmederna Ragnar Myrsmeden och Göran Göran och farfar till konstsmeden Niklas Göran. 

## Biografi
Petter på Myra tillverkade ursprungligen till stor del jordbruksredskap, men efter många års samarbete med möbelsnickarna Eriksson – inte minst Christian Eriksson – blev han en av sin generations skickligaste konstsmeder. 
Andersson utförde byggnadssmide, belysningsarmatur, möbelbeslag med mera efter ritningar av samtida arkitekter och konstnärer. Mestadels arbetade han i järn, men i några fall i koppar. Till hans mest kända arbeten hör räcken, galler och armaturer till Stockholms rådhus (ritade av Arvid Fuhre och Erik Friberger), grindarna till Skogskapellet på Skogskyrkogården, Stockholm (av Gunnar Asplund) och till Millesgården på Lidingö (av Carl Milles). Andersson utförde även föremål av egen formgivning, däribland eldhundar, vindflöjlar och solur. Andersson finns representerad vid Nationalmuseum i Stockholm.